# 原教旨主義
基本教義派，也称「原教旨主義」、“原理主義”、“基要主義”、“基要派”，是指某些宗教群体試圖回歸其原初的信仰的運動，或指某些群体嚴格遵守基本意识形态、理论体系或原理的立場。他們認為這些宗教內部在近代出現的自由主義神學使其信仰世俗化、偏離了其信仰的本質，因而作出回應。一般提倡对其宗教的基本经文或文献做字面的、傳統的解释，并且相信从这些阐释中获得的教义应该被运用于社会、经济、政治生活的各個方面。猶太教、基督教、伊斯蘭教、印度教等宗教都存在「原教旨主義」。依文本的不同，原教旨主義也可能不是中立性的特徵，而是有貶義的詞句，類似在政治觀點上的「左翼」或是「右翼」有時可能有負面意涵的情形。

## 各宗教原教旨主义

### 伊斯兰教
伊斯蘭原教旨主義（阿拉伯语：‎）是當今伊斯蘭世界的一個重要思潮，在許多伊斯兰国家得到廣泛支持。許多穆斯林認為現代世界受到世俗化、西方化的影響，不合其信仰的教導，試圖回到其信仰的原初狀態，根據《可蘭經》來嚴格管理個人和社會生活。五十年代以來，由以色列問題為導火線，阿拉伯社會和西方社會產生強烈衝突，后來出現的阿拉伯恐怖分子一般都有伊斯蘭教原教旨主義的宗教背景，如蓋達、博科聖地等，因此原教旨主義在西方國家往往在無形中帶上負面的意義。其實在原教旨主義運動中對武裝運動也有溫和派，但他們在原教旨運動中常常不能取得領導地位。
伊斯蘭教中的極端主義可以溯源到第7世紀的哈瓦利吉派。他們由其政治觀點出發，發展了極端的，和主流什葉派及遜尼派不同的教義。哈瓦利吉派特別以在叛教上採取激進的作法而著稱，他們認為其他的穆斯林都是不信者，因此都應當受死
什叶派和遜尼派在第七世紀起而有的宗教衝突也開啟了一些激烈的意識形態，例如阿里·沙里亚蒂 （1933–77）融合了社會革命以及伊斯兰原教旨主义，像是1979年的伊朗伊斯蘭革命。在許多國家都有伊斯兰原教旨主义，瓦哈比派的原教旨主义在全世界推廣，且受到沙特阿拉伯、卡塔尔及巴基斯坦及經濟支援。
1979年至1980年的伊朗人质危机是fundamentalism（原教旨主義）此一詞語的轉折點。媒體設法向西方的讀者解釋鲁霍拉·穆萨维·霍梅尼的意識形態以及伊朗伊斯蘭革命，於是描述成「伊斯蘭教的原教旨主義」，類似在美國的基督教原教旨主義，因此產生了「伊斯兰原教旨主义」，也成為後續常用的詞語。

### 基督教
基督教基要主義也稱“基督教基本主義”，是基督教中從19世紀末開始的一個思潮，反對自由主義神學及历史批判学，以字面的、傳統的方式理解《聖經》，接受傳統的基督教教義。

#### 含義
“基要主義”一詞對應的的英語“Fundamentalism”源於美國長老會，他們相信基督教《聖經》是完全無誤的啟示，相信原罪，相信神蹟存在，相信三位一体的真神，相信他是造物主，创造了世界和万物，神的兒子是耶穌基督，他道成肉身，被钉在十字架上，埋葬，三天后復活，相信末日耶穌再臨並開展最後審判，相信凡接受耶稣基督为救主的人可上天堂與神和好並獲得永生。
與此相對，自由主義神學一般認為《聖經》是一本勸人行善的道德、哲學書，《創世記》是一個神話，神蹟是寓言，耶穌基督只是一個宗教家，是個有名的先知、師範，沒有審判，擁有祥和的心靈即是天堂。

#### 產生和發展
19世紀末，自由派神學家接受聖經考證學和進化論所提出的主張，產生了很大的影響，美國保守派的宗教領袖制訂了稱為「基本要道」的信綱：
1. 聖經各卷都是神的默示（英语：Biblical inspiration），是永無謬誤的；
2. 耶穌基督是神，神跡的歷史真實性；
3. 基督是童貞女所生（英语：Virgin birth of Jesus）；
4. 基督死在十字架上，為人類贖罪；
5. 基督肉身復活，並將以肉身再次降臨人間。

20世紀初期，他們出版了一系列研討這些基本教義的書刊，名為《基本要道：真理的證言》，「基要主義」一詞就是從這個書名衍生出來的。後來，英文的「Fundamentalism」一詞除了用來指基督新教的宗教運動之外，也用來指其他宗教教派（例如伊斯蘭教、猶太教、印度教）的宗教運動。因为「Fundamentalism」一詞后來由於各種原因與恐怖主義產生了聯繫，英语世界的某些基督教基要主義者更傾向於使用福音派（evangelical）來稱呼自己。
在中文裡，基督教的fundamentalism從20世紀初出現本來一直譯為「基要主義」，後來當fundamentalism被用到伊斯蘭教之後就譯作「原教旨主義」，這樣在英文中的一個詞在中文裡就變成了兩個詞，有不同的指代，英文中fundamentalism一詞所帶的複雜的包袱在中文裡被兩個詞區分開來。

#### 現狀
以新教保守派为主的基要主義與自由主義神學有著激烈的鬥爭，自由主義認為基要主義不能與時俱進，基要主義認為自由主義是因為人心的驕傲離棄上帝。自由派認為基要主義偏執、排他性，不接受其他宗教，基要主義及保守派認為自由派沒有原則、縱容罪惡卻排除上帝。
自由主義神學從19世紀末出現以來，在基督教會中的影響一直逐步擴大，比如現在出現的承認同性戀教士的情況在以前是不可想像的，但基要主義也有作出有力的回應。雙方在美國政治中都是重要的力量，政治中的保守派和自由派或多或少與這兩種信仰原則相聯繫。在美國1970年代，“原教旨主義”受到基督教新教福音派再次興起一股思潮，認為現存世界正是一片污濁，臨近末日，需要耶穌基督的再次降臨才可以拯救人類，只有《聖經》是唯一的絕對權威，世俗主義形成的現代主義、社會主義和自由主義皆應該被拋棄。
在中国基督教新教中，中华人民共和国政府領導的三自爱国教會在教義上傾向於自由主義，不被政府認可的家庭教會和在中國境外的華人教會往往傾向於基要主義，雙方曾經有非常強烈的對抗，現在雙方關係處在一個發展變化但極不穩定的時期，未來發展有很多不確定因素。

### 猶太教
「猶太教原教旨主義」可能指好戰的錫安主義、阿什肯納茲猶太人或是塞法迪猶太人的哈雷迪猶太教。
政治學者陸悌克評論猶太教原教旨主義是「極端民族主義的領土收復主義」，評論屯墾區運動代表的忠信社群為「慢慢趨向原教旨主義」。

### 印度教
印度教是一個不同知識或哲學觀點的集合，不是一個由特定一組信條為基礎的宗教。因此以此觀點來看，印度教沒有原教旨主義。
有報導指出，在印度有印度教原教旨主義的興起，是針對穆斯林的政治動員，在1992年12月破壞了有450年歷史的巴布里清真寺；湿婆神军党是1966年成立的政黨，主要在提倡印度教原教旨主義，和民族主義的印度人民党結盟。不過也有報導認為，上述只是為了破壞湿婆神军党的不實炒作。